# デラウェア郡 (オクラホマ州)
座標: 北緯36度25分 西経94度48分 / 北緯36.41度 西経94.80度
デラウェア郡（英: Delaware County）は、アメリカ合衆国のオクラホマ州にある郡。2000年時点での人口は37,077人で、郡庁所在地はジェイ。郡は1830年代にその当時のインディアン準州にレナペ（デラウェア）の人々が再定住したことから名づけられた。

## 地理
アメリカ合衆国国勢調査局によると、この郡は総面積2,052km2 (792mi2) である。このうち1,918km2 (741mi2) が陸地、134km2 (52mi2) が海や湖などの水域で、総面積のうち6.52%が水域となっている。

### 幹線道路
- 国道59号線
- 国道60号線
- 国道412号線
- 州道10号線
- 州道20号線
- 州道25号線
- 州道28号線

### 隣接する郡
- オタワ郡（北）
- ミズーリ州マクドナルド郡（北東）
- アーカンソー州ベントン郡（東）
- アデア郡・チェロキー郡（南）
- メイズ郡（西）
- クレイグ郡（北西）

## 人口動静

2000年の時点での郡の人口ピラミッド

2000年の国勢調査によると、デラウェア郡には37,077人、14,838世帯、及び10,772家族が暮らしている。人口密度は19/km2 (50/mi2) で、12/km2 (30/mi2) の平均的な密度に22,290軒の住居が建っている。この郡の人種の構成は白人70.22%、黒人（アフリカ系アメリカ人）0.13%、先住民22.31%、アジア系0.17%、太平洋諸島系0.04%、その他の人種0.59%、及び混血6.53%で、1.75%の人々がヒスパニックまたはラテン系である。郡民の93.8%が英語、3.5%がチェロキー語、2.3%がスペイン語をそれぞれの母語としている。
デラウェア郡に住む14,838世帯のうち、29.00%は18歳未満の子どもと暮らしており、59.50%は夫婦で生活している。8.90%は未婚の女性が世帯主であり、27.40%は家族以外の住人と同居している。24.00%は独居で、全世帯の11.20%は65歳以上の独居老人世帯である。1世帯あたりの平均人数は2.46人であり、家庭の場合は2.89人である。
郡の住民は24.50%が18歳未満の子どもで、18歳以上24歳以下が6.90%、25歳以上44歳以下が24.40%、45歳以上64歳以下が26.70%、および65歳以上が17.50%となっている。平均年齢は41歳である。女性100人ごとに対して男性は96.50人いて、18歳以上の女性100人ごとに対して男性は93.80人いる。
郡の世帯ごとの平均収入は27,996米ドルで、家族ごとでは33,093米ドルである。男性の25,758米ドルに対して女性は19,345米ドルの平均的な収入がある。この郡の一人当たりの収入 (per capita income) は15,424米ドルである。総人口の18.30%、家族の14.10%は貧困線以下である。18歳未満の子どもの27.40%及び65歳以上の11.60%は貧困線以下の生活を送っている。

## 都市および町
- バーニス (en:Bernice, Oklahoma)
- ブルッシュ・クリーク (en:Brush Creek, Oklahoma)
- ブル・ホロウ (en:Bull Hollow, Oklahoma)
- カユーガ (en:Cayuga, Oklahoma)
- クレオラ (en:Cleora, Oklahoma)
- クラウド・クリーク (en:Cloud Creek, Oklahoma)
- コルコード (en:Colcord, Oklahoma)
- コープランド (en:Copeland, Delaware County, Oklahoma)
- デニス (en:Dennis, Oklahoma)
- ドッジ (en:Dodge, Oklahoma)
- ドリッピング・スプリングス (en:Dripping Springs, Delaware County, Oklahoma)
- フリント・クリーク (en:Flint Creek, Oklahoma)
- グローブ (en:Grove, Oklahoma)
- ジェイ (en:Jay, Oklahoma)
- カンザス (en:Kansas, Oklahoma)
- リーチ (en:Leach, Oklahoma)
- ニュー・ユーカ (en:New Eucha, Oklahoma)
- オークス (en:Oaks, Oklahoma)
- ロッキー・フォード (en:Rocky Ford, Oklahoma)
- シカモア (en:Sycamore, Delaware County, Oklahoma)
- タッグ・フラッツ (en:Tagg Flats, Oklahoma)
- ツイン・オークス (en:Twin Oaks, Oklahoma)
- ウエスト・シロアム・スプリングス (en:West Siloam Springs, Oklahoma)
- ゼナ (en:Zena, Oklahoma)

## NRHPの史跡

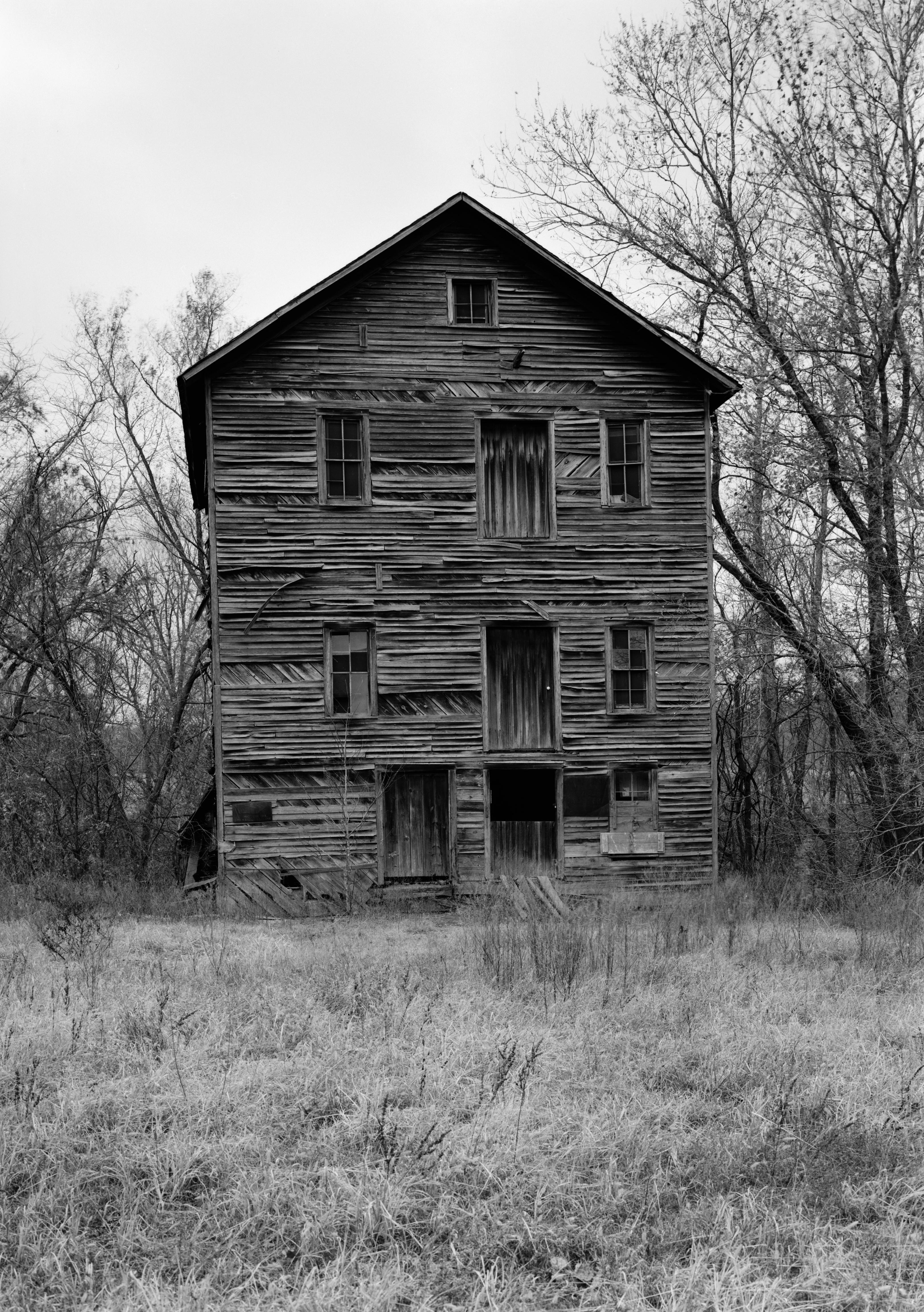
ヒルデブランド製粉所
（1979年10月撮影）

デラウェア郡では下記の地点がアメリカ合衆国国家歴史登録財 (NRHP) に登録されている。
- ベセット・グローブ・セレモニアル・グラウンズ（グローブ）
- コリー・ハウス/ホテル（グローブ）
- スプリトログ教会（グローブ）
- ポルソン共同墓地（ジェイ）
- サリン裁判所（ローズ）
- ヒルデブランド製粉所（シロアム・スプリングス）